# Yeşilgüneycik, Akkuş
Yeşilgüneycik là một xã thuộc huyện Akkuş, tỉnh Ordu, Thổ Nhĩ Kỳ. Dân số thời điểm năm 2010 là 800 người.